# Astrīda Kairiša
Astrīda Kairiša (* 8. April 1941 in Riga; † 13. Januar 2021 ebenda) war eine sowjetische bzw. lettische Theater- und Filmschauspielerin.

## Leben
Kairiša absolvierte 1962 die Schule des Akademischen Theaters „Rainis“ in Riga und trat danach bis 1967 am Theater in Liepāja auf. Ab 1968 stand sie für das Lettische Nationaltheater auf der Bühne und blieb dort bis 2019.
Im Film debütierte Kairiša 1961 als Nonne in Pieviltie, regelmäßige Rollen folgten aber erst seit den 1970er Jahren. Ihre erste Hauptrolle gab die blonde Darstellerin im Drama Pūt, vējiņi! (1973) nach einer Vorlage von Rainis. Kairiša spielte bis 1991 fast ausschließlich für das Rigaer Filmstudio, war aber auch in der Lenfilmproduktion Опознание (Oposnanije, 1974) zu sehen. Nach dem Ende der Sowjetunion trat sie nur noch selten vor die Kamera.
1977 erhielt Kairiša für den im selben Jahr erschienenen Film Sonate am See den Staatspreis der Lettischen SSR, 1986 folgte die Ernennung zur Volkskünstlerin der Lettischen SSR. Theaterpreise gewann sie außerdem in den Jahren 1987, 1993 und 1997.
Kairiša war mit dem Schauspieler und Regisseur Kārlis Auškāps (1947–2017) verheiratet.

## Filmografie (Auswahl)
- 1973: Pūt, vējiņi
- 1974: Опознание (Oposnanije)
- 1976: Ein überflüssiges Leben (Liekam būt)
- 1977: Sonate am See (Ezera sonāte)
- 1980: Trīs minūšu lidojums
- 1981: Vakara variants
- 1986: Das Märchen vom Däumling (Sprīdītis)
- 1990: Valsis mūža garumā
- 2011: Das Blaue vom Himmel